# Giochi centramericani e caraibici
I Giochi centramericani e caraibici sono una manifestazione sportiva che si tiene ogni quattro anni nei paesi dell'America centrale e dei Caraibi.
Messico, Cuba e Guatemala furono le uniche tre nazioni che nel 1926 parteciparono alla prima edizione, che era quindi denominata "Giochi centramericani". Il nome cambiò a "Giochi centramericani e caraibici" nel 1935, quando i partecipanti si estesero anche alla zona caraibica.
Dal 1973, nella regione, è stata istituita una nuova manifestazione che ritorna al nome originale di Giochi centramericani a cui prendono parte solo i paesi continentali ad esclusione del Messico.

## Paesi partecipanti
- Antigua e Barbuda
- Antille Olandesi
- Aruba
- Bahamas
- Belize
- Bermuda
- Colombia
- Costa Rica
- Cuba
- Curaçao
- Dominica
- El Salvador
- Giamaica
- Grenada
- Guadalupa
- Guatemala
- Guyana
- Guyana francese
- Haiti
- Honduras
- Isole Cayman
- Isole Vergini Americane
- Isole Vergini Britanniche
- Martinica
- Messico
- Nicaragua
- Panama
- Porto Rico
- Rep. Dominicana
- Saint Kitts e Nevis
- Saint Lucia
- Saint Vincent e Grenadine
- Sint Maarten
- Suriname
- Trinidad e Tobago
- Turks e Caicos
- Venezuela

## Edizioni
| Anno | Edizione                                | Sede                       | Sede                       | Durata                  | Paesi | Sport | Atleti |
| ---- | --------------------------------------- | -------------------------- | -------------------------- | ----------------------- | ----- | ----- | ------ |
| 1926 | I Giochi centramericani e caraibici     |                            |                            | 30 ottobre 2 novembre   | 3     | 9     | 269    |
| 1926 | I Giochi centramericani e caraibici     | Città del Messico          | Messico                    | 30 ottobre 2 novembre   | 3     | 9     | 269    |
| 1930 | II Giochi centramericani e caraibici    | Cuba (bandiera)            | Cuba (bandiera)            | 15 marzo 15 aprile      | 9     | 9     | 606    |
| 1930 | II Giochi centramericani e caraibici    | L'Avana                    | Cuba                       | 15 marzo 15 aprile      | 9     | 9     | 606    |
| 1935 | III Giochi centramericani e caraibici   | El Salvador (bandiera)     | El Salvador (bandiera)     | 16 marzo 5 aprile       | 9     | 13    | 741    |
| 1935 | III Giochi centramericani e caraibici   | San Salvador               | El Salvador                | 16 marzo 5 aprile       | 9     | 13    | 741    |
| 1938 | IV Giochi centramericani e caraibici    | Panama (bandiera)          | Panama (bandiera)          | 5 febbraio 24 febbraio  | 10    | 16    | 1216   |
| 1938 | IV Giochi centramericani e caraibici    | Panama                     | Panama                     | 5 febbraio 24 febbraio  | 10    | 16    | 1216   |
| 1946 | V Giochi centramericani e caraibici     | Colombia (bandiera)        | Colombia (bandiera)        | 5 marzo 25 marzo        | 13    | 17    | 1540   |
| 1946 | V Giochi centramericani e caraibici     | Barranquilla               | Colombia                   | 5 marzo 25 marzo        | 13    | 17    | 1540   |
| 1950 | VI Giochi centramericani e caraibici    | Guatemala (bandiera)       | Guatemala (bandiera)       | 28 febbraio 12 marzo    | 14    | 19    | 1390   |
| 1950 | VI Giochi centramericani e caraibici    | Città del Guatemala        | Guatemala                  | 28 febbraio 12 marzo    | 14    | 19    | 1390   |
| 1954 | VII Giochi centramericani e caraibici   |                            |                            | 5 marzo 20 marzo        | 12    |       | 1356   |
| 1954 | VII Giochi centramericani e caraibici   | Città del Messico          | Messico                    | 5 marzo 20 marzo        | 12    |       | 1356   |
| 1959 | VIII Giochi centramericani e caraibici  | Venezuela (bandiera)       | Venezuela (bandiera)       | 6 gennaio 15 gennaio    | 12    | 17    | 1150   |
| 1959 | VIII Giochi centramericani e caraibici  | Caracas                    | Venezuela                  | 6 gennaio 15 gennaio    | 12    | 17    | 1150   |
| 1962 | IX Giochi centramericani e caraibici    | Giamaica (bandiera)        | Giamaica (bandiera)        | 15 agosto 28 agosto     | 15    |       | 1559   |
| 1962 | IX Giochi centramericani e caraibici    | Kingston                   | Giamaica                   | 15 agosto 28 agosto     | 15    |       | 1559   |
| 1966 | X Giochi centramericani e caraibici     | Porto Rico (bandiera)      | Porto Rico (bandiera)      | 11 luglio 25 luglio     | 18    |       | 1689   |
| 1966 | X Giochi centramericani e caraibici     | San Juan                   | Porto Rico                 | 11 luglio 25 luglio     | 18    |       | 1689   |
| 1970 | XI Giochi centramericani e caraibici    | Panama (bandiera)          | Panama (bandiera)          | 28 febbraio 13 marzo    | 21    | 16    | 2095   |
| 1970 | XI Giochi centramericani e caraibici    | Panama                     | Panama                     | 28 febbraio 13 marzo    | 21    | 16    | 2095   |
| 1974 | XII Giochi centramericani e caraibici   | Rep. Dominicana (bandiera) | Rep. Dominicana (bandiera) | 27 febbraio 13 marzo    | 23    | 18    | 1928   |
| 1974 | XII Giochi centramericani e caraibici   | Santo Domingo              | Repubblica Dominicana      | 27 febbraio 13 marzo    | 23    | 18    | 1928   |
| 1978 | XIII Giochi centramericani e caraibici  | Colombia (bandiera)        | Colombia (bandiera)        | 7 luglio 28 luglio      | 21    | 18    | 2605   |
| 1978 | XIII Giochi centramericani e caraibici  | Medellín                   | Colombia                   | 7 luglio 28 luglio      | 21    | 18    | 2605   |
| 1982 | XIV Giochi centramericani e caraibici   | Cuba (bandiera)            | Cuba (bandiera)            | 7 agosto 18 agosto      | 19    |       | 2420   |
| 1982 | XIV Giochi centramericani e caraibici   | L'Avana                    | Cuba                       | 7 agosto 18 agosto      | 19    |       | 2420   |
| 1986 | XV Giochi centramericani e caraibici    | Rep. Dominicana (bandiera) | Rep. Dominicana (bandiera) | 24 giugno 5 luglio      | 26    | 25    | 2963   |
| 1986 | XV Giochi centramericani e caraibici    | Santiago de los Caballeros | Repubblica Dominicana      | 24 giugno 5 luglio      | 26    | 25    | 2963   |
| 1990 | XVI Giochi centramericani e caraibici   | Messico (bandiera)         | Messico (bandiera)         | 20 novembre 3 dicembre  | 29    |       | 4206   |
| 1990 | XVI Giochi centramericani e caraibici   | Città del Messico          | Messico                    | 20 novembre 3 dicembre  | 29    |       | 4206   |
| 1993 | XVII Giochi centramericani e caraibici  | Porto Rico (bandiera)      | Porto Rico (bandiera)      | 19 novembre 30 novembre | 32    |       | 3570   |
| 1993 | XVII Giochi centramericani e caraibici  | Ponce                      | Porto Rico                 | 19 novembre 30 novembre | 32    |       | 3570   |
| 1998 | XVIII Giochi centramericani e caraibici | Venezuela (bandiera)       | Venezuela (bandiera)       | 8 agosto 22 agosto      | 31    |       | 5200   |
| 1998 | XVIII Giochi centramericani e caraibici | Maracaibo                  | Venezuela                  | 8 agosto 22 agosto      | 31    |       | 5200   |
| 2002 | XIX Giochi centramericani e caraibici   | El Salvador (bandiera)     | El Salvador (bandiera)     | 19 novembre 30 novembre | 31    | 37    | 7000   |
| 2002 | XIX Giochi centramericani e caraibici   | San Salvador               | El Salvador                | 19 novembre 30 novembre | 31    | 37    | 7000   |
| 2006 | XX Giochi centramericani e caraibici    | Colombia (bandiera)        | Colombia (bandiera)        | 15 luglio 30 luglio     | 32    | 37    | 4865   |
| 2006 | XX Giochi centramericani e caraibici    | Cartagena de Indias        | Colombia                   | 15 luglio 30 luglio     | 32    | 37    | 4865   |
| 2010 | XXI Giochi centramericani e caraibici   | Porto Rico (bandiera)      | Porto Rico (bandiera)      | 17 luglio 1º agosto     | 31    | 42    | 5204   |
| 2010 | XXI Giochi centramericani e caraibici   | Mayagüez                   | Porto Rico                 | 17 luglio 1º agosto     | 31    | 42    | 5204   |
| 2014 | XXII Giochi centramericani e caraibici  | Messico (bandiera)         | Messico (bandiera)         | 14 novembre 30 novembre | 31    | 43    | 5707   |
| 2014 | XXII Giochi centramericani e caraibici  | Veracruz                   | Messico                    | 14 novembre 30 novembre | 31    | 43    | 5707   |
| 2018 | XXIII Giochi centramericani e caraibici | Colombia (bandiera)        | Colombia (bandiera)        | 19 luglio 3 agosto      | 37    | 36    | 5854   |
| 2018 | XXIII Giochi centramericani e caraibici | Barranquilla               | Colombia                   | 19 luglio 3 agosto      | 37    | 36    | 5854   |
| 2023 | XXIV Giochi centramericani e caraibici  | El Salvador (bandiera)     | El Salvador (bandiera)     | 23 giugno 8 luglio      | 35    | 38    | 5395   |
| 2023 | XXIV Giochi centramericani e caraibici  | San Salvador               | El Salvador                | 23 giugno 8 luglio      | 35    | 38    | 5395   |
| 2026 | XXV Giochi centramericani e caraibici   | Rep. Dominicana (bandiera) | Rep. Dominicana (bandiera) |                         |       |       |        |
| 2026 | XXV Giochi centramericani e caraibici   | Santo Domingo              | Repubblica Dominicana      |                         |       |       |        |

## Sport
- Atletica leggera (dettagli)
- Badminton (dettagli)
- Baseball (dettagli)
- Beach volley (dettagli)
- Bowling (dettagli)
- Calcio (dettagli)
- Canoa/kayak (dettagli)
- Canottaggio (dettagli)
- Ciclismo:
  -  BMX (dettagli)
  -  Ciclismo su pista (dettagli)
  -  Ciclismo su strada (dettagli)
  -  Mountain bike (dettagli)
- Equitazione (dettagli)
- Ginnastica: 
  -  Ginnastica artistica (dettagli)
  -  Ginnastica ritmica (dettagli)
  -  Trampolino elastico (dettagli)
- Golf (dettagli)
- Hockey su prato (dettagli)
- Judo (dettagli)
- Karate (dettagli)
- Lotta (dettagli)
- Palla basca (dettagli)
- Pallacanestro:
  -  Pallacanestro (dettagli)
  -  Pallacanestro 3x3 (dettagli)
- Pallamano (dettagli)
- Pallavolo (dettagli)
- Pattinaggio a rotelle:
  -  Pattinaggio artistico (dettagli)
  -  Pattinaggio di velocità in linea (dettagli)
- Pentathlon moderno (dettagli)
- Pugilato (dettagli)
- Racquetball (dettagli)
- Rugby a 7 (dettagli)
- Scherma (dettagli)
- Softball (dettagli)
- Sollevamento pesi (dettagli)
- Sport acquatici:
  -  Nuoto (dettagli)
  -  Nuoto di fondo (dettagli)
  -  Nuoto sincronizzato (dettagli)
  -  Pallanuoto (dettagli)
  -  Tuffi (dettagli)
- Squash (dettagli)
- Taekwondo (dettagli)
- Tennis (dettagli)
- Tennistavolo (dettagli)
- Tiro a segno (dettagli)
- Tiro con l'arco (dettagli)
- Triathlon (dettagli)
- Vela (dettagli)

## Medagliere
Aggiornato a Barranquilla 2018
| #      | Nazione                   | Oro  | Argento | Bronzo | Totale |
| ------ | ------------------------- | ---- | ------- | ------ | ------ |
| 1      | Cuba                      | 1854 | 961     | 747    | 3562   |
| 2      | Messico                   | 1367 | 1333    | 1178   | 3878   |
| 3      | Venezuela                 | 598  | 820     | 991    | 2419   |
| 4      | Colombia                  | 530  | 616     | 656    | 1802   |
| 5      | Porto Rico                | 343  | 515     | 730    | 1588   |
| 6      | Rep. Dominicana           | 172  | 279     | 435    | 886    |
| 7      | Giamaica                  | 113  | 122     | 136    | 371    |
| 8      | Guatemala                 | 105  | 184     | 370    | 659    |
| 9      | Panama                    | 89   | 156     | 175    | 420    |
| 10     | Trinidad e Tobago         | 52   | 84      | 114    | 250    |
| 11     | El Salvador               | 51   | 124     | 225    | 400    |
| 12     | Costa Rica                | 38   | 47      | 104    | 189    |
| 13     | Antille Olandesi          | 31   | 31      | 48     | 110    |
| 14     | Bahamas                   | 28   | 26      | 33     | 87     |
| 15     | Barbados                  | 16   | 15      | 50     | 81     |
| 16     | Suriname                  | 13   | 5       | 12     | 30     |
| 17     | Isole Vergini Americane   | 11   | 20      | 20     | 51     |
| 18     | Guyana                    | 7    | 15      | 37     | 59     |
| 19     | Isole Cayman              | 5    | 5       | 9      | 19     |
| 20     | Aruba                     | 5    | 3       | 11     | 19     |
| 21     | Isole Vergini Britanniche | 5    | 1       | 1      | 7      |
| 22     | Saint Lucia               | 4    | 1       | 1      | 6      |
| 23     | Nicaragua                 | 3    | 15      | 58     | 76     |
| 24     | Honduras                  | 3    | 13      | 38     | 54     |
| 25     | Haiti                     | 3    | 12      | 24     | 39     |
| 26     | Bermuda                   | 2    | 6       | 15     | 23     |
| 27     | Belize                    | 1    | 2       | 2      | 5      |
| 28     | Dominica                  | 1    | 0       | 2      | 3      |
| 29     | Antigua e Barbuda         | 0    | 5       | 6      | 11     |
| 30     | Grenada                   | 0    | 4       | 4      | 8      |
| 31     | Saint Kitts e Nevis       | 0    | 2       | 7      | 9      |
| 32     | Guadalupa                 | 0    | 0       | 1      | 1      |
| 32     | Martinica                 | 0    | 0       | 1      | 1      |
| 32     | Saint Vincent e Grenadine | 0    | 0       | 1      | 1      |
| Totale | Totale                    | 5540 | 5432    | 6242   | 18342  |